# اندیس خانوک
خانوک یک اندیس فلزی است که در حوالی شهر زرند استان کرمان قرار دارد و مادهٔ معدنی موجود در آن، مس است.  